# پرندگان خشمگین اکشن!
«پرندگان خشمگین اکشن!» (انگلیسی: Angry Birds Action!) یک بازی ویدئویی در سبک پینبال است که توسط راویو انترتینمنت و در سال ۲۰۱۶ و در پلت‌فرم‌های اندروید و آی‌اواس منتشر شده‌است.